# Vally Wieselthier
Valerie « Vally » Wieselthier, née le 25 mai 1895 à Vienne et morte le 1er septembre 1945 à New York, est une céramiste, designeuse et sculptrice austro-américaine, membre du Wiener Werkstätte.

## Biographie

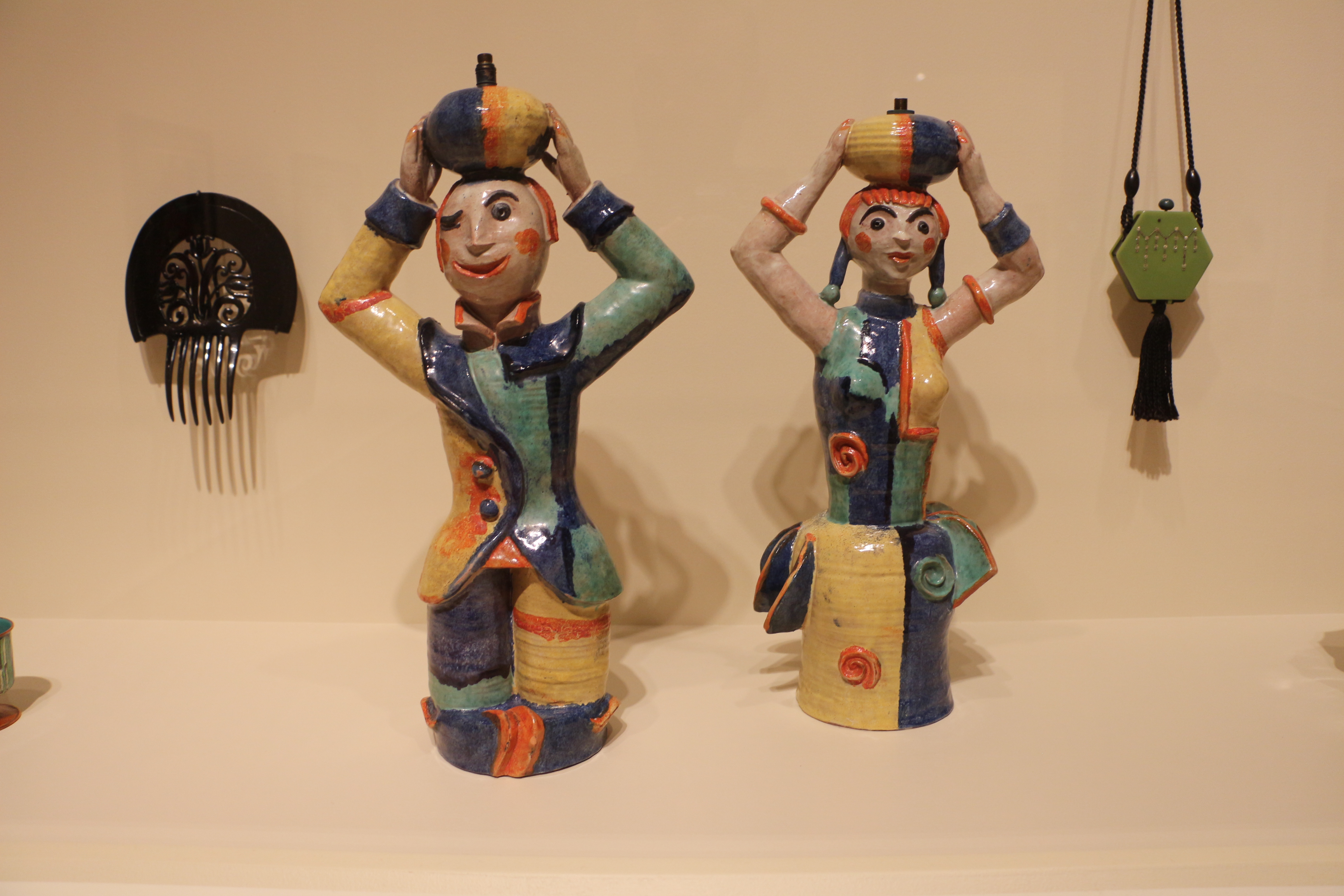
Figurines en terre cuite (1928), Cincinnati Art Museum.

Fille d'un avocat, Valerie Wieselthier remporte de nombreuses compétitions de natation, de tennis ou encore de ski. Parallèlement, elle s'intéresse à la mode et commence à dessiner des figures et leurs vêtements, notamment pour pouvoir jouer avec comme elle l'écrira dans ses mémoires. 
Elle étudie les beaux-arts entre 1912 et 1914 à la Wiener Frauenakademie, puis fréquente les Arts appliqués de Vienne jusqu'en 1920, avec pour enseignants Rosalia Rothhansl, Koloman Moser, Josef Hoffmann, Michael Powolny.
Durant la Première Guerre mondiale, elle est mobilisée en tant qu'infirmière. De 1917 à 1922, elle travaille pour la Wiener Werkstätte. Elle dirige son propre atelier de céramique entre 1922 et 1927 en collaboration avec une nouvelle manufacture fondée en 1923, la Porzellanmanufaktur Augarten, ainsi que d'autres entreprises, comme la Friedrich Goldscheider, Gmundner Keramik et J. & L. Lobmeyr. 
Ses figurines expressives et humoristiques obtiennent un certain succès en 1925 durant l'Exposition internationale des arts décoratifs et industriels modernes de Paris, et sont considérées comme des exemples caractéristiques de la production de style Art déco. 
À partir de 1928, Wieselthier effectue de nombreux séjours aux États-Unis. Elle expose en octobre 1928 à l'exposition internationale des arts de la céramique de New York. En 1933, elle s'installe définitivement à Chicago avec Paul Lester Wiener (en) et travaille comme désigneuse pour le groupe Contempora et la Sebring Pottery Company. 
Vally Wieselthier meurt d'un cancer de l'estomac dans un hôpital de New York le 1er septembre 1945.